# Єзьорно (Мазовецьке воєводство)
Єзьорно (пол. Jeziorno) — село в Польщі, у гміні Єдлінськ Радомського повіту Мазовецького воєводства.
Населення — 140 осіб (2011).

## Демографія
Демографічна структура станом на 31 березня 2011 року:
|          | Загалом | Допрацездатний вік | Працездатний вік | Постпрацездатний вік |
| -------- | ------- | ------------------ | ---------------- | -------------------- |
| Чоловіки | 65      | 16                 | 40               | 9                    |
| Жінки    | 75      | 15                 | 41               | 19                   |
| Разом    | 140     | 31                 | 81               | 28                   |